# Wiktor Sergejewitsch Meljochin
Wiktor Sergejewitsch Meljochin (russisch Виктор Сергеевич Мелёхин; * 16. Dezember 2003 in Domodedowo) ist ein russischer Fußballspieler.

## Karriere

### Verein
Meljochin begann seine Karriere beim FK Witjas Podolsk. Zur Saison 2019/20 wechselte er zu Rodina Moskau. Im Februar 2021 wechselte er in die Jugend des FK Rostow. Im Juli 2021 stand er gegen den FK Dynamo Moskau erstmals im Profikader Rostows. Sein Debüt in der Premjer-Liga gab er im August 2021, als er am fünften Spieltag der Saison 2021/22 gegen den FK Nischni Nowgorod in der Halbzeitpause für Dennis Hadžikadunić eingewechselt wurde.

### Nationalmannschaft
Meljochin spielte im Juni 2021 einmal im russischen U-18-Team.